# Gresgen
Gresgen (alemannisch Gräsge) ist ein Ortsteil der Stadt Zell im Wiesental im Landkreis Lörrach in Baden-Württemberg. Die bis 1974 eigenständige Gemeinde hat rund 480 Einwohner. Ihr Ortskern liegt etwa 2,5 km westlich des Zeller Stadtkerns. Die 706 Hektar große Gemarkung von Gresgen erstreckt sich in Nord-Süd-Richtung auf dem Bergrücken zwischen den Tälern der Wiese und der kleinen Wiese. Gresgen wurde 1113 erstmals urkundlich erwähnt und gehörte im Gegensatz zu allen anderen Zeller Orts- und Stadtteilen zur protestantischen Markgrafschaft Baden-Durlach und nicht zum katholischen Vorderösterreich.

## Geografie

### Geografische Lage
Gresgen ist der westlichste Ortsteil der Stadt Zell im Wiesental und liegt auf einer Hochebene im Bergland, das das Obere Wiesental vom Tal der Kleinen Wiese trennt, und damit im Süden des Naturparks Südschwarzwald. Der Ortskern liegt auf 708 m, zur Gemarkung gehören außerdem der 777 m hohe Rümmelesbühl und weitere Erhebungen, die sich bis auf fast 1000 m erstrecken.
Gresgen grenzt im Westen an den Ortsteil Tegernau der Gemeinde Kleines Wiesental, im Süden an den Schopfheimer Ortsteil Enkenstein, im Süden und Osten an Hausen im Wiesental, im Osten an die Kernstadt Zell, im Nordosten an den Zeller Ortsteil Adelsberg und im Norden an Elbenschwand (Gemeinde Kleines Wiesental). Gleichzeitig bildet die Hauptstraße durch Gresgen einen Pass zwischen dem Kleinen und Großen Wiesental.

### Geologie und Klima

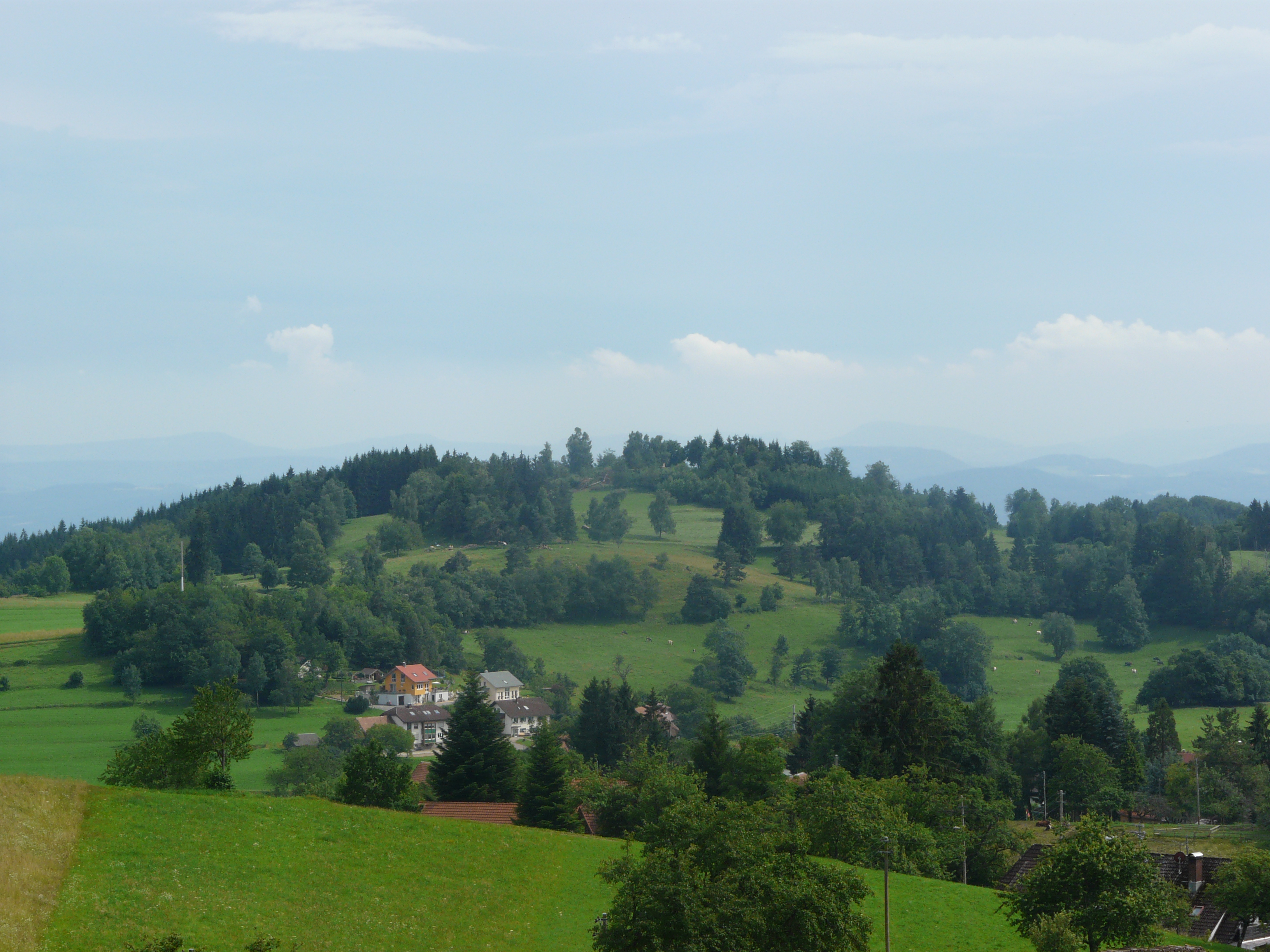
Die Bergkuppe des Rümmelesbühls ist als Naturdenkmal geschützt.

Der Ort liegt im Gebiet der Wasserscheide zwischen der Wiese und ihrem Nebenfluss, der Kleinen Wiese. Der Untergrund von Gresgen ist mit karbonischen magmatischen Gesteinen aufgebaut, wobei Malsburger Granit dominiert (siehe auch Geologie der Stadt Zell). Die besiedelte Fläche ist geprägt von ausgedehnten, in der Zeit des Paläozoikum entstandenen Rumpfflächen, die die Anlage größerer Äcker erlaubten und damit eine frühe Besiedlung begünstigten. Weiterhin für die Landschaft prägend waren die Gletscher der Riß-Eiszeit: Am Übergang zwischen Kleinem und Oberen Wiesental kam es zu einer Transfluenz der Gletscher, deswegen befinden sich vor allem in Gresgen und dem benachbarten Adelsberg größere Mengen von Geschiebe.
Klimatisch macht sich die Höhendifferenz von rund 300 Metern gegenüber Zell bemerkbar. So beginnt die Apfelblüte in den Bergorten wie Gresgen in der Regel erst Mitte Mai und damit rund eineinhalb Wochen später als im Tal. Auch ist die Niederschlagsmenge gegenüber der Zeller Kernstadt höher, die durchschnittlichen Temperaturen sind etwas niedriger.

### Naturlandschaft
Auf Gresger Gemarkung gibt es zwei Naturdenkmale, die Bergkuppe des Rümmelesbühls und eine Weidbuche im Erlenboden.

## Geschichte

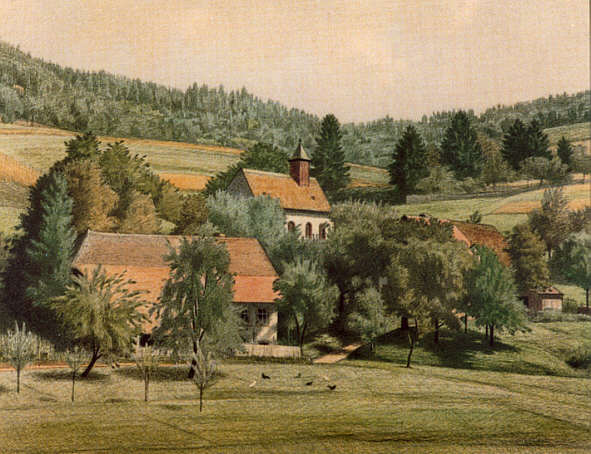
Gresgen mit Nikolauskirche, Gemälde von Ernst Schleith

Gresgen wurde in einer Urkunde vom 7. April 1113 erstmals urkundlich erwähnt, als der Edle Walcho von Waldeck seinen Besitz an das Kloster St. Blasien verschenkte und dabei auch das Dorf Greskon nannte. Gresgen war damals wahrscheinlich schon länger besiedelt. Der wohl von Grasinchoven herrührende Ortsname deutet auf eine Besiedlung im 9. oder 10. Jahrhundert hin. Die Besiedlung erfolgte wohl ungefähr zur gleichen Zeit wie in Wieslet und Tegernau.
Im 13. Jahrhundert erfolgten weitere urkundliche Erwähnungen, meistens zugunsten des Klosters St. Blasien. Am 11. August 1260 verkauften Ulrich von Kienberg und seine Söhne Hartmann und Heinrich ihren Besitz bei Gresgen („Graissichon“) und um Schönau an das Kloster St. Blasien. Die erste urkundliche Erwähnung einer Kirche in Gresgen war am 20. Dezember 1267, als das Kloster Wettingen einen Teil seiner Besitztümer verkaufte, sich dabei jedoch unter anderem die Rechte über die Kirche in Gresgen („Creschen“) vorbehielt. 1278 schenkten Dietrich und Adelheid von Rotenberg, einer Seitenlinie der Herren von Rötteln, ihren Besitz dem Kloster St. Blasien. Genannt wurden dabei auch zwei Höfe in Graeslingen, womit ebenfalls Gresgen gemeint sein könnte.
Das Patronat des Klosters Wettingen über die Gresger Kirche endete, als die Pfarrei Höllstein mit ihren Filialen Nordschwaben und Gresgen ebenfalls zum Kloster St. Blasien kam, was vor 1307 erfolgt sein muss. Etwa zur gleichen Zeit gab es eine Adelsfamilie, die sich nach dem Ort von Gressekon nannte, allerdings nur zwischen 1289 und 1305 in Urkunden auftrat.
Das Kloster St. Blasien und vor allem seine Propstei Weitenau wurden damit zu einem wichtigen Grundbesitzer in Gresgen. Gemäß dem Weitenauer Urbar von 1344 hatte die Propstei 151 Jauchert als Lehen vergeben, daneben bestand ein Zinshof unbekannter, aber beträchtlicher Größe. Die Vogtei der Propstei Weitenau lag seit spätestens 1361 bei den Markgrafen von Hachberg.
Nach dem Aussterben der Hachberger 1503 kam die Landeshoheit über die Weitenauer Gebiete und damit auch Gresgen an die Markgrafen von Baden. Spätestens ab Mitte des 16. Jahrhunderts gehörte Gresgen zur Vogtei des benachbarten Tegernau und wurde von dort aus auch verwaltet. Bei der badischen Erbteilung 1535 kam Gresgen an Baden-Durlach, dessen Markgraf Karl II. 1556 die Reformation einführte. Dies rief in Gresgen zunächst Widerstand hervor: Ein Teil der Bevölkerung weigerte sich, die protestantischen Gottesdienste in Tegernau zu besuchen und ging lieber ins benachbarte, habsburgisch-vorderösterreichische und damit katholisch gebliebene Zell zur Kirche. Dies änderte sich erst nach strengen Strafandrohungen durch den Markgrafen.
1695 ist in Gresgen erstmals eine Winterschule nachgewiesen, die anfangs eine Filiale der Schule in Tegernau war. 1712 wurden einige Ausbesserungen an der Gresger Kirche vorgenommen, doch bereits 1763 war sie wiederum so baufällig, dass ein Neubau erforderlich wurde. Eine weitere Umgestaltung erfolgte 1790. 1770 wurde im Ort eine erste Gastwirtschaft eingerichtet und 1784 folgte die zweite, der noch bestehende Löwen.

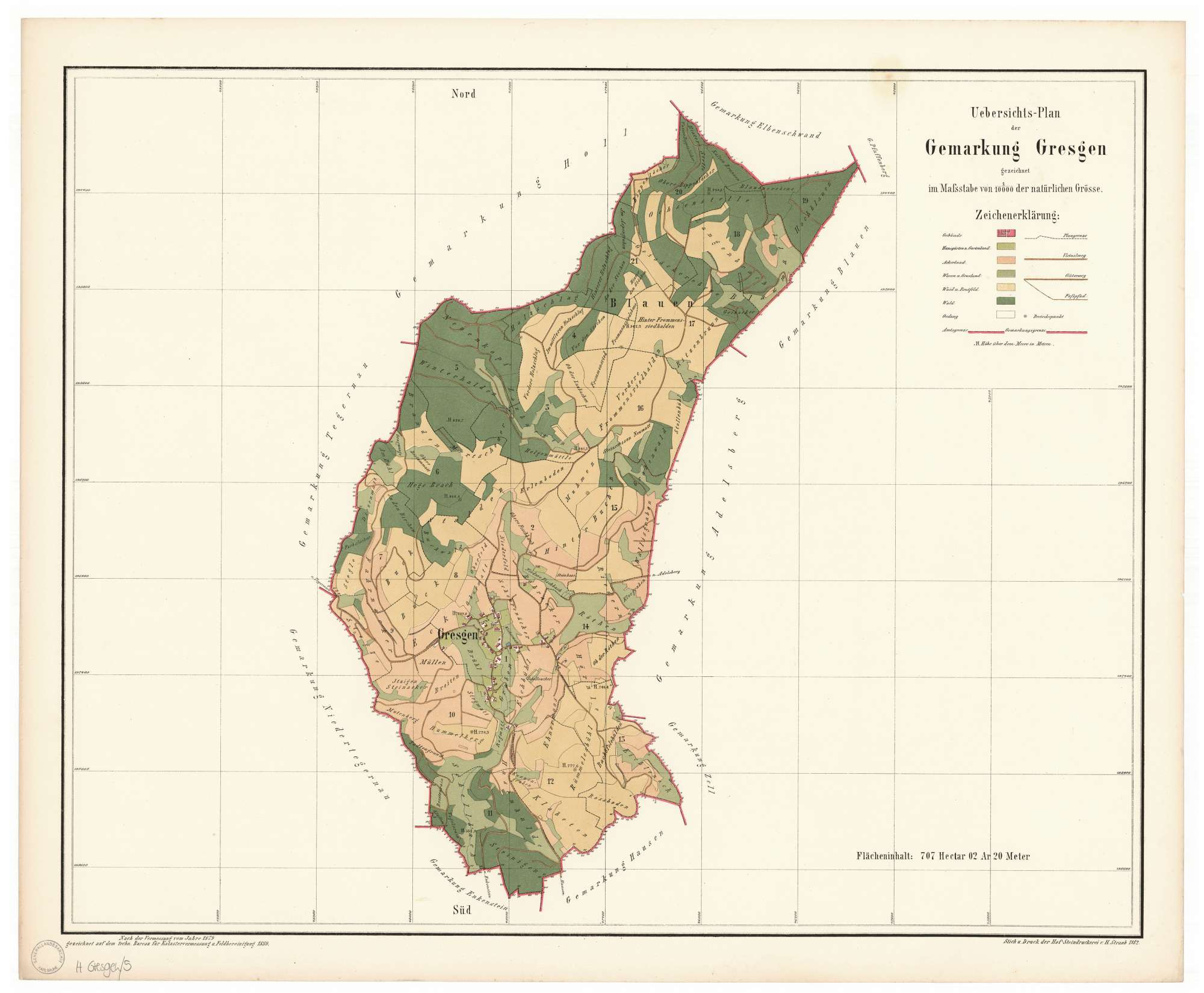
Karte von Gresgen (1879)

Um 1700 erhielt Gresgen einen eigenen Vogt, ein halbes Jahrhundert später einen Stabhalter. Zur Durchsetzung der vom Stabhalter ausgesprochenen Strafen wurde 1795 ein „Bürgerhäuslein“ errichtet.
Durch den Frieden von Pressburg fiel Vorderösterreich an Baden, das 1806 Großherzogtum wurde. Dadurch entfiel auch die Grenzlage Gresgens zwischen Baden und Österreich. In den folgenden Jahrzehnten blühte im Wiesental und vor allem in Zell die Textilindustrie auf. Diese beschränkte sich jedoch auf die an den Wasserläufen im Tal gelegenen Gemeinden (neben Zell beispielsweise Hausen, Atzenbach oder das am Angenbach gelegene Rohmatt), höher gelegene Orte wie Gresgen blieben weiter stark landwirtschaftlich geprägt. Zahlreiche Bewohner Gresgens fanden jedoch Arbeit in den Zeller Spinnereien und Webereien. In Zell wurde 1898 die Sparkasse Zell gegründet (heute Sparkasse Schopfheim-Zell). Gresgen schloss sich ihr 1928 an und wurde Gewährträgergemeinde. Eine erste Zahlstelle wurde 1973 im Obergeschoss des Gresger Rathauses eingerichtet, einige Jahre später wurde das Untergeschoss in eine komplette Zweigstelle umgebaut.

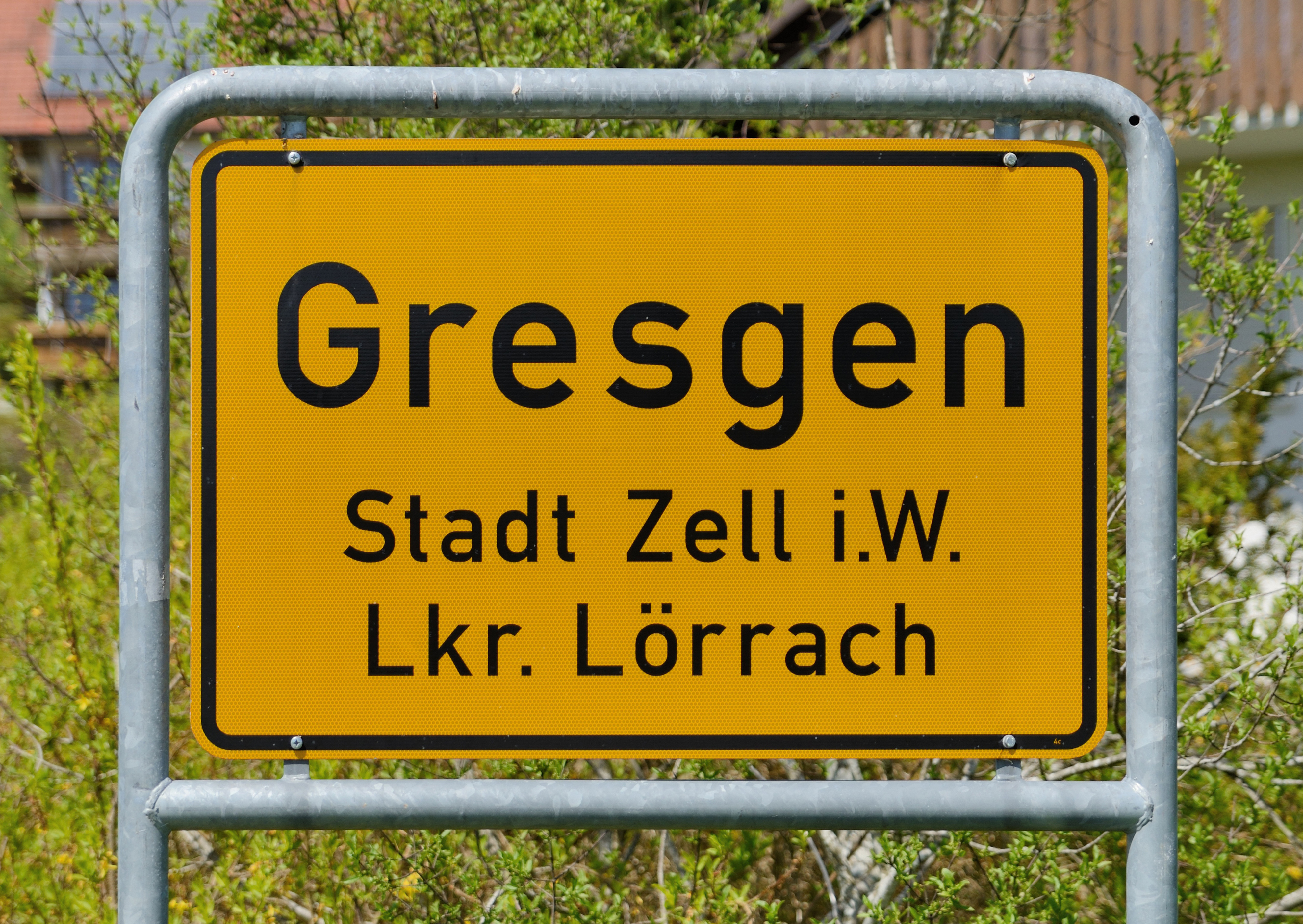
Gresgen: seit 1974 ein Teil von
Zell im Wiesental

Gegen Ende des Zweiten Weltkriegs marschierten französische Truppen durch Gresgen und von dort nach Zell, das am 25. April 1945 besetzt wurde. Die Franzosen waren in der Folge auch die Besatzungsmacht in Südbaden.
1954 bauten die Vereine gemeinsam eine Festhalle für sportliche, kulturelle und familiäre Veranstaltungen. 1968 folgte das neue Schulgebäude. Am 1. Oktober 1974 wurde Gresgen im Zuge der baden-württembergischen Verwaltungsreform nach Zell im Wiesental eingemeindet. 1980/81 wurde die evangelische Dorfkirche renoviert und 1999 die zu klein gewordene Festhalle durch ein neues Bürgerzentrum als Mehrzweckhalle ersetzt. Es beherbergt auch die Ortsverwaltung, die Feuerwehr und einen Schlachtraum. Auch die Sparkasse verlegte ihre Filiale dorthin. 2006 wurde das Nordic Walking Zentrum Zeller Bergland mit einer Gesamtlänge von 29,4 Kilometern eingeweiht, ein Großteil davon liegt auf Gresger Gemarkung.

## Bevölkerung und Religion

### Bevölkerung
Der Anstieg der Bevölkerung im 18. Jahrhundert ließ auch die Anzahl der Häuser von 32 im Jahr 1752 auf 46 im Jahr 1813 ansteigen.
Die Zahl der Einwohner Gresgens entwickelte sich wie folgt:
| Jahr | Einwohner |
| ---- | --------- |
| 1720 | 166       |
| 1813 | 321       |
| 1852 | 373       |
| 1871 | 435       |
| 1880 | 409       |
| 1890 | 423       |
| 1900 | 435       |
| 1910 | 470       |
| 1925 | 399       |

| Jahr | Einwohner |
| ---- | --------- |
| 1933 | 365       |
| 1939 | 365       |
| 1950 | 394       |
| 1956 | 370       |
| 1961 | 378       |
| 1970 | 428       |
| 1990 | 423       |
| 2017 | 480       |

### Religion
Als Teil der Markgrafschaft Baden-Durlach wurde Gresgen evangelisch. Da anders als in Zell oder Hausen keine Industriearbeiter zuzogen, blieb es dabei. 1895 betrug der Anteil der Katholiken nur 3 % der Bevölkerung.
Die schon vor der Reformation bestehende seelsorgerische Anbindung an Tegernau blieb erhalten, Gresgen gehört zur Evangelischen Kirchengemeinde Neuenweg, Tegernau und Wies. Diese ist Teil der Region Schopfheim im Evangelischen Kirchenbezirk Markgräflerland der Evangelischen Landeskirche in Baden.
Die Zugehörigkeit zu den Religionsgemeinschaften verteilte sich in der Vergangenheit wie folgt:
| Religionszugehörigkeit in Gresgen | Religionszugehörigkeit in Gresgen | Religionszugehörigkeit in Gresgen | Religionszugehörigkeit in Gresgen |
| Jahr                              | Religion                          | Religion                          | Religion                          |
| --------------------------------- | --------------------------------- | --------------------------------- | --------------------------------- |
|                                   | evangelisch                       | katholisch                        | sonstige                          |
| 1858                              | 98,7 %                            | 1,3 %                             | 0 %                               |
| 1925                              | 97,0 %                            | 0,3 %                             | 2,8 %                             |
| 1950                              | 95,9 %                            | 3,0 %                             | 1,0 %                             |
| 1961                              | 91,5 %                            | 6,1 %                             | 2,4 %                             |
| 1970                              | 93,9 %                            | 4,2 %                             | 1,9 %                             |

### Mundart
In Gresgen wird wie im übrigen Wiesental Süd- bzw. Hochalemannisch mit der charakteristischen Lautverschiebung von k im Anlaut zu ch (Chuchichäschtli) gesprochen. Der Wiesentäler Dialekt ist jedoch nicht homogen; Aussprache und Vokabular unterscheiden sich von Ort zu Ort. Insbesondere an der ehemaligen Grenze zwischen Vorderösterreich und Altbaden treten mehrere Unterschiede auf, sodass die in Gresgen gesprochene Mundart sich von dem in den anderen Zeller Teilorten gesprochenen Dialekt etwas abhebt. Ein Beispiel hierfür ist die unterschiedliche Aussprache des Anfangslautes in Asche und des Vokals in Speck: In Gresgen und westlich davon, also im historisch altbadischen Gebiet, wird dieser Laut hell, zwischen ̜e und a ausgesprochen. Östlich davon lautet die Aussprache ̜e. Ein literarisches Beispiel für den Wiesentäler Dialekt sind Johann Peter Hebels Allemannische Gedichte. Im Gedicht Die Vergänglichkeit, in dem ein Vater seinem Sohn von der Vergänglichkeit der Welt und dem Sterben erzählt, wird dabei auch Gresgen erwähnt:

„Je, ’s isch nit anderst, lueg mi a, wie d’witt.

De bisch no iung; närsch, i bi au so gsi,

iez würds mer anderst, ’s Alter, ’s Alter chunnt,

und woni gang, go Gresgen oder Wies,

in Feld und Wald, go Basel oder heim,

’s isch einerley, i gang im Chilchhof zu, –“

„Ja, es ist nicht anders, schau mich an wie du willst.
Du bist noch jung und unreif, Ich war auch so,

jetzt wird’s mir anders, das Alter, das Alter kommt.

Und wohin ich auch gehe, nach Gresgen oder Wies,

in Feld und Wald, nach Basel oder nach Hause,

es ist einerlei, Ich gehe auf den Friedhof zu,“

## Politik

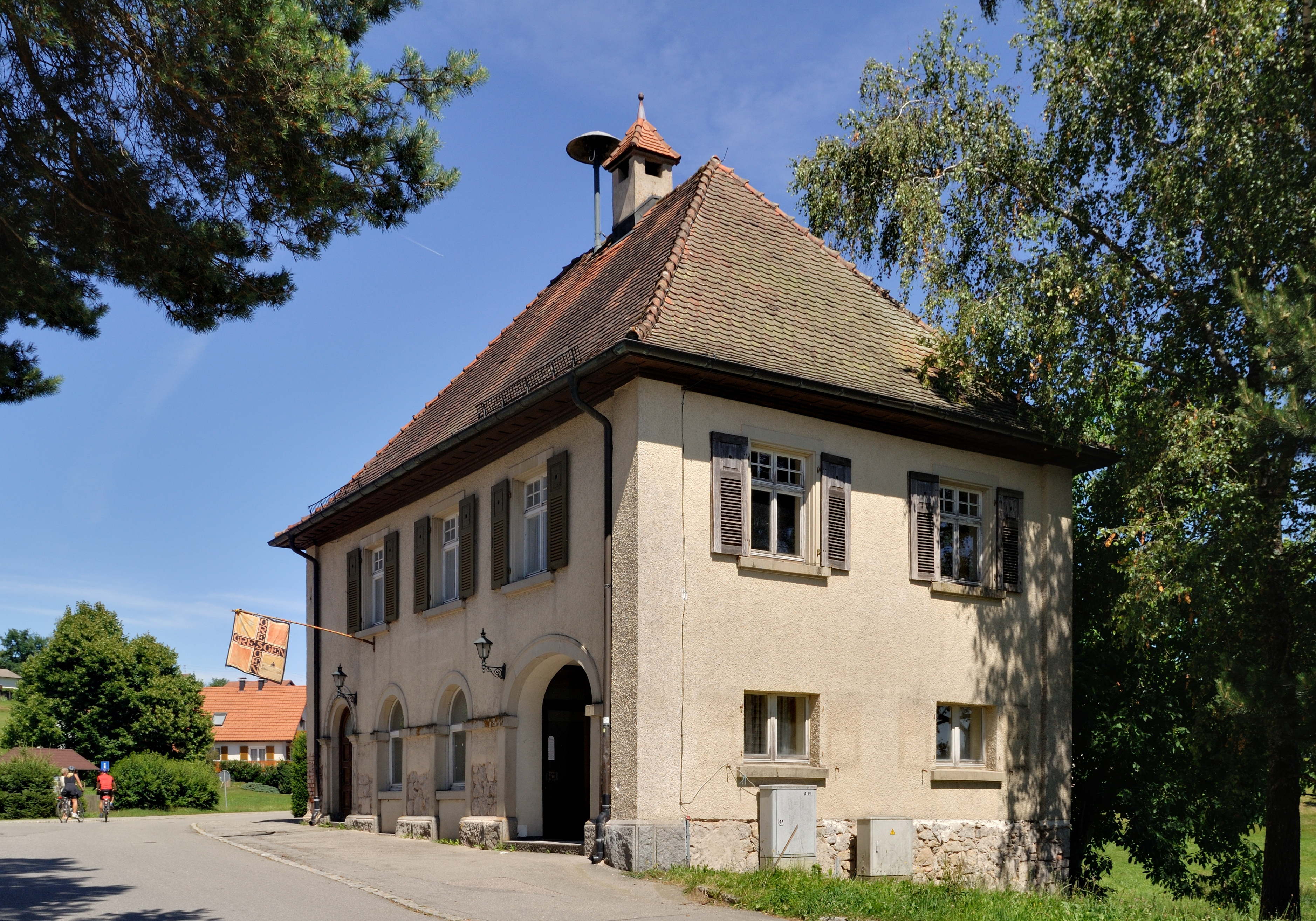
Das ehemalige Gresger Rathaus

### Ortschaft
Im Zuge der baden-württembergischen Verwaltungsreform wurde Gresgen zum 1. Oktober 1974 ein Ortsteil der Stadt Zell im Wiesental mit eigener Ortschaftsverfassung. Diese sieht unter anderem einen sechsköpfigen Ortschaftsrat vor, an dessen Spitze der Ortsvorsteher steht.

### Wahlen
Zell und damit Gresgen gehört zum Bundestagswahlkreis 282 Lörrach-Müllheim und zum Landtagswahlkreis 58 Lörrach.
Historisch fällt auch beim Wahlverhalten wieder der Unterschied zwischen dem protestantischen Gresgen und den katholischen Ortsteilen Zells auf: Während in letzteren vor allem die Zentrumspartei dominierte, errangen in Gresgen die Nationalliberalen zwischen 1877 und 1887 sämtliche Stimmen. Ein Achtungserfolg gelang der Freisinnigen Volkspartei 1890 mit 7,6 %, ab Beginn des 19. Jahrhunderts wurden außerdem die Sozialdemokraten ein wichtiger Faktor, die ihren Anteil bis 1912 auf rund ein Drittel der abgegebenen Stimmen erhöhen konnten und nach dem Ersten Weltkrieg mit über 62 % klar stärkste politische Kraft im Ort waren. In den 1930er Jahren wurde die SPD von den Nationalsozialisten abgelöst, die im November 1932 50 von 107 Stimmen, im März 1933 114 von 191 Stimmen erreichten. Der Stimmenanteil der SPD war bei diesen Wahlen auf rund 25 bzw. 15 % gefallen, womit sie 1933 sogar hinter den Kommunisten (17 %) rangierte.
Nach dem Zweiten Weltkrieg kehrte die SPD wieder zu ihrer führenden Rolle zurück, im Gegensatz zum früheren Zentrum konnte jedoch auch die CDU im Ort Fuß fassen.

### Wappen
Das Gresger Wappen zeigt in von Rot und Gold (den Landesfarben Badens) geteiltem Schild drei (2:1) gestürzte Pflugscharen in verwechselten Farben.

## Kultur und Sehenswürdigkeiten

### Ortsbild und Bauwerke

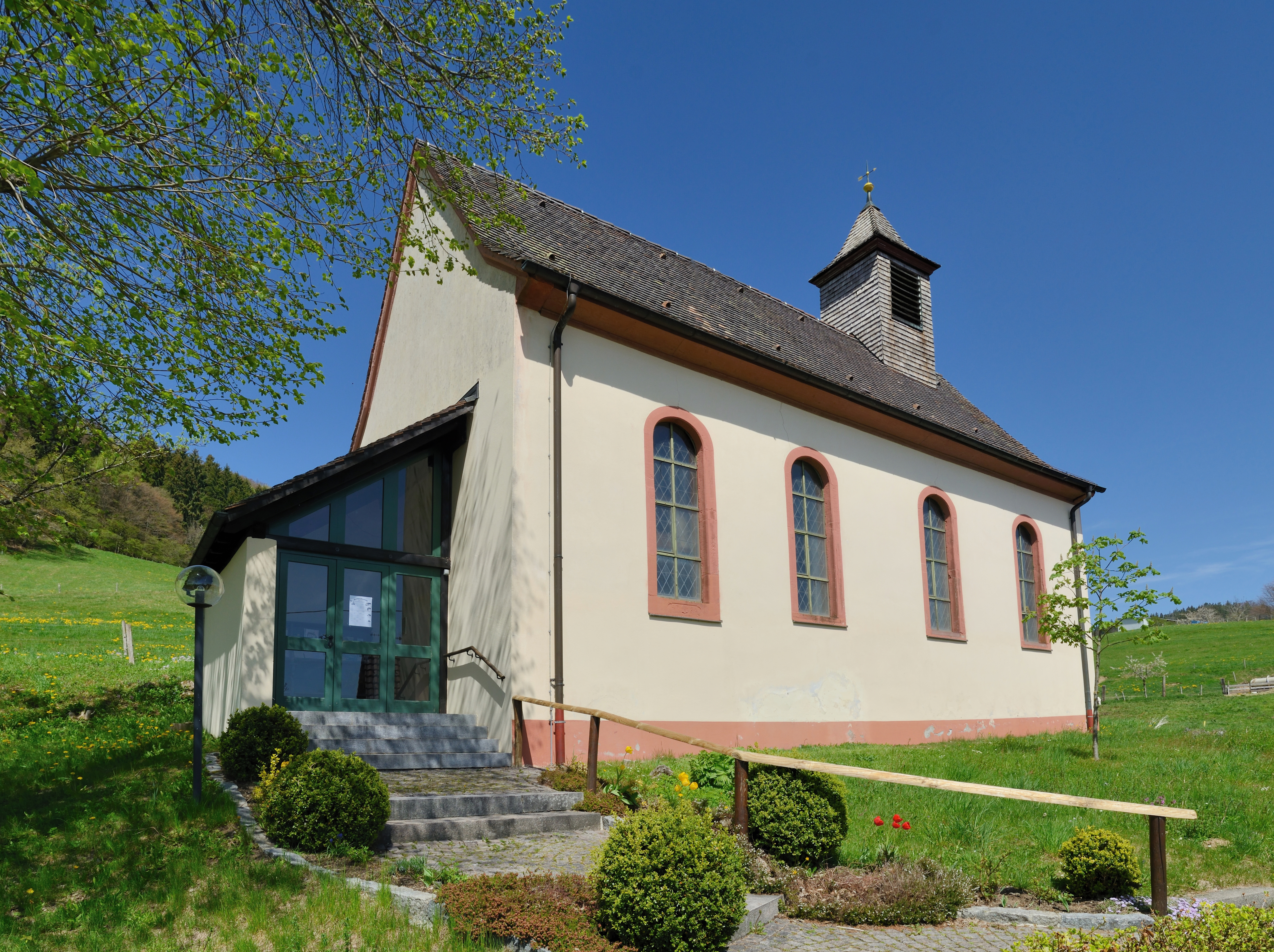
Evangelische Kirche

Gresgen ist ein Straßendorf, dessen Besiedlung sich überwiegend nördlich der Durchfahrtsstraße, der Landstraße 140, gebildet hat.
Am westlichen Ortseingang steht das 1999 errichtete Bürgerzentrum, das sowohl dem Ortschaftsrat wie auch der Feuerwehr dient. Neben einem kleinen Laden ist eine Mehrzweckhalle angeschlossenen. Das mehrteilige Bauwerk und die Halle mit ausgedehnter Dachbegrünung ist in eine leichte Hanglage eingebettet und gliedert sich daher optisch in die Umgebung ein.
Die nördlich des Ortskerns befindliche Evangelische Kirche wurde nach Plänen von Wilhelm Jeremias Müller 1764 errichtet. Die kleine Dorfkirche ist mit reich bemalter Ornamentik an Empore und Holzdecke verziert.

### Vereine und Sport
Gresgen weist ein sehr umfangreiches und aktives Vereinsleben auf.
Bereits 1864 wurde der Gesangsverein gegründet, der mit kurzen Unterbrechungen während des Ersten Weltkrieges und der Besatzungszeit seither besteht und das typische Liedgut Südbadens pflegt. Von 1886 bis 1904 sangen auch Frauen im Chor mit, seither ist er wieder ein Männergesangverein. Neben dem Gesangverein besteht mit dem Musikverein Gresgen auch eine Blasmusikkapelle. Der 1908 gegründete „Verschönerungsverein“ kümmert sich um die Landschaftspflege, die Erhaltung und Verschönerung von Wanderwegen, Aussichtspunkten und Schutzhütten. Der „Landschaftspflegeverein“ entstand in den 1970er Jahren und unterstützt Landwirte bei der Landschaftspflege im Zeller Bergland. Seit 1970 besteht außerdem ein Landfrauenverein.
Die Narrenzunft Gresgen nimmt als „Altbadische Vogtei“ an der Zeller Fasnacht teil, seit 1994 mit eigener Häsgruppe, den „Gresger Fuhrmanne“. Neben der Teilnahme an der Zeller Fastnacht werden auch in Gresgen fastnächtliche Veranstaltungen organisiert. Die Gresger Fasnacht, zu der unter anderem ein Zunftabend, ein Hemdglunki-Umzug, ein Maskenball, der Verkauf einer Spottzeitung und ein Scheibenfeuer gehören, wird der protestantischen Geschichte gemäß als Buurefastnacht eine Woche später veranstaltet.
Das Sportangebot wird maßgeblich vom 1925 gegründeten Sportverein Gresgen geprägt. Neben Kinderturnen und Rasenkraftsport liegt der Schwerpunkt vor allem auf dem Ringen. Letzteres wird auch von einem Förderverein finanziell unterstützt. Wettkampfstätte ist das Bürgerzentrum Gresgen. Unterhalb des Rümmelesbühls besteht außerdem ein Sportplatz. Das Bergland um Gresgen herum ist durch mehrere Wanderwege, das bereits erwähnte Nordic Walking Zentrum Zeller Bergland und eine Loipe erschlossen.

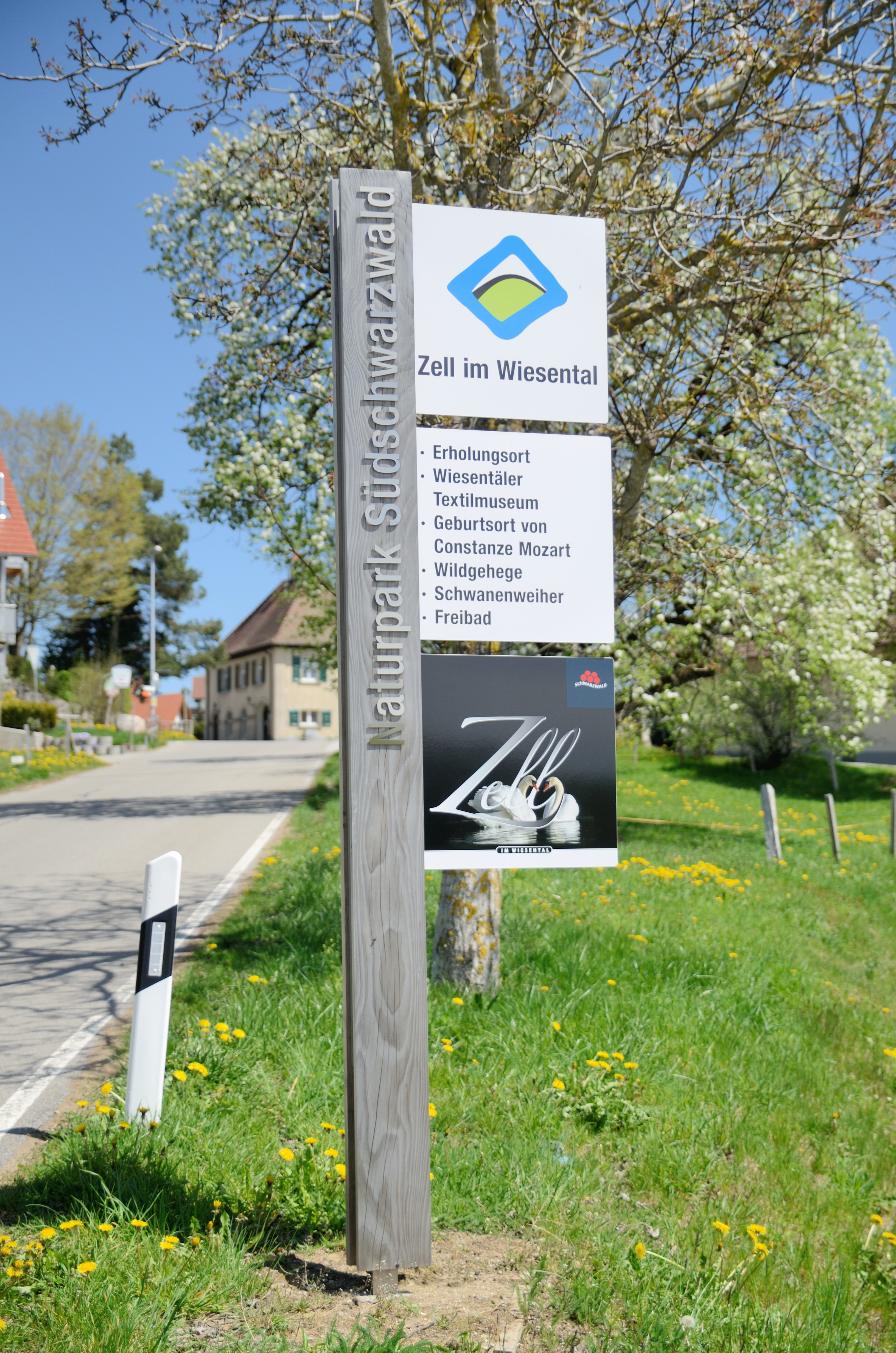
Ortseingang, hinten das alte Rathaus
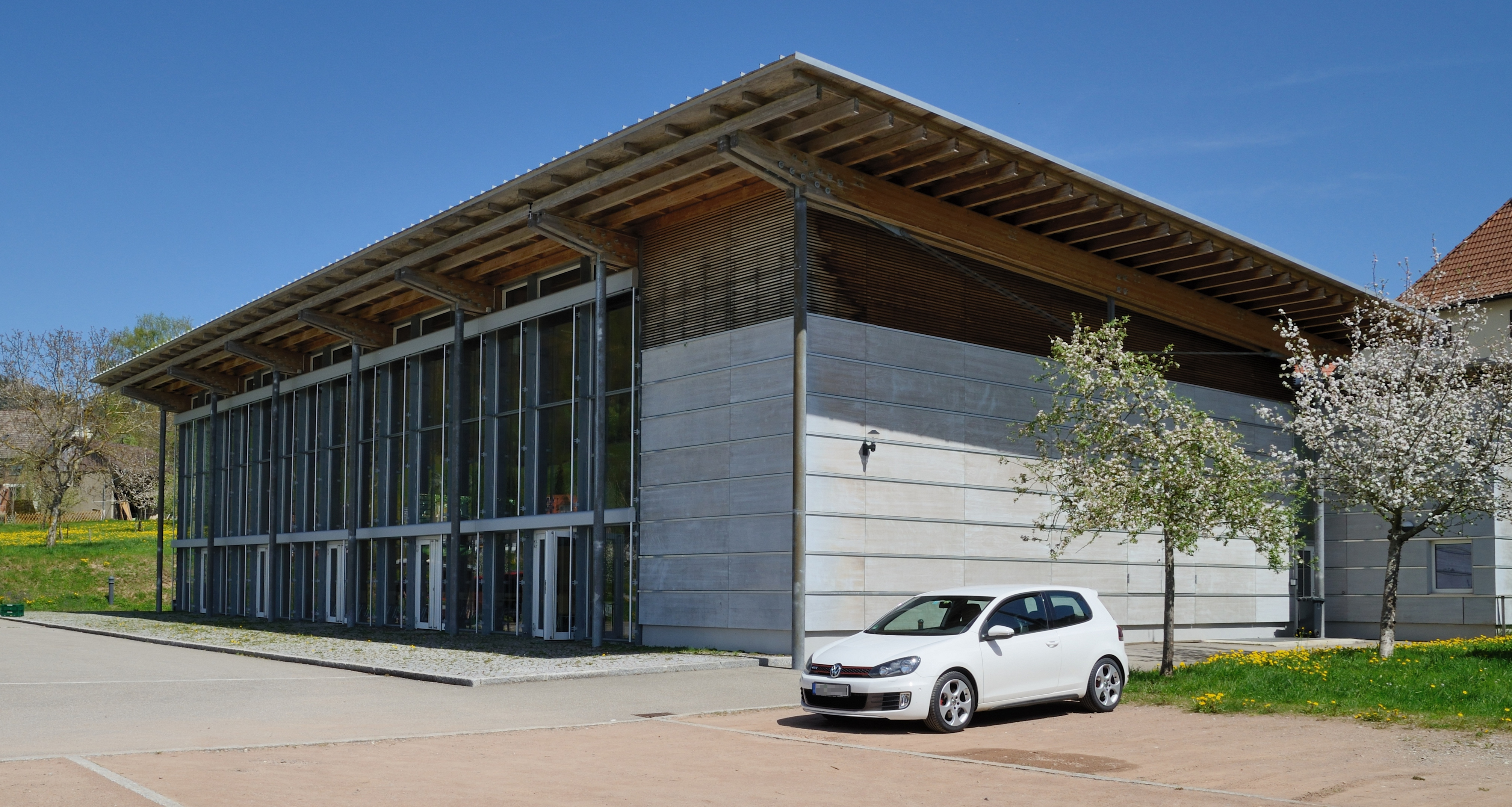
Bürgerzentrum
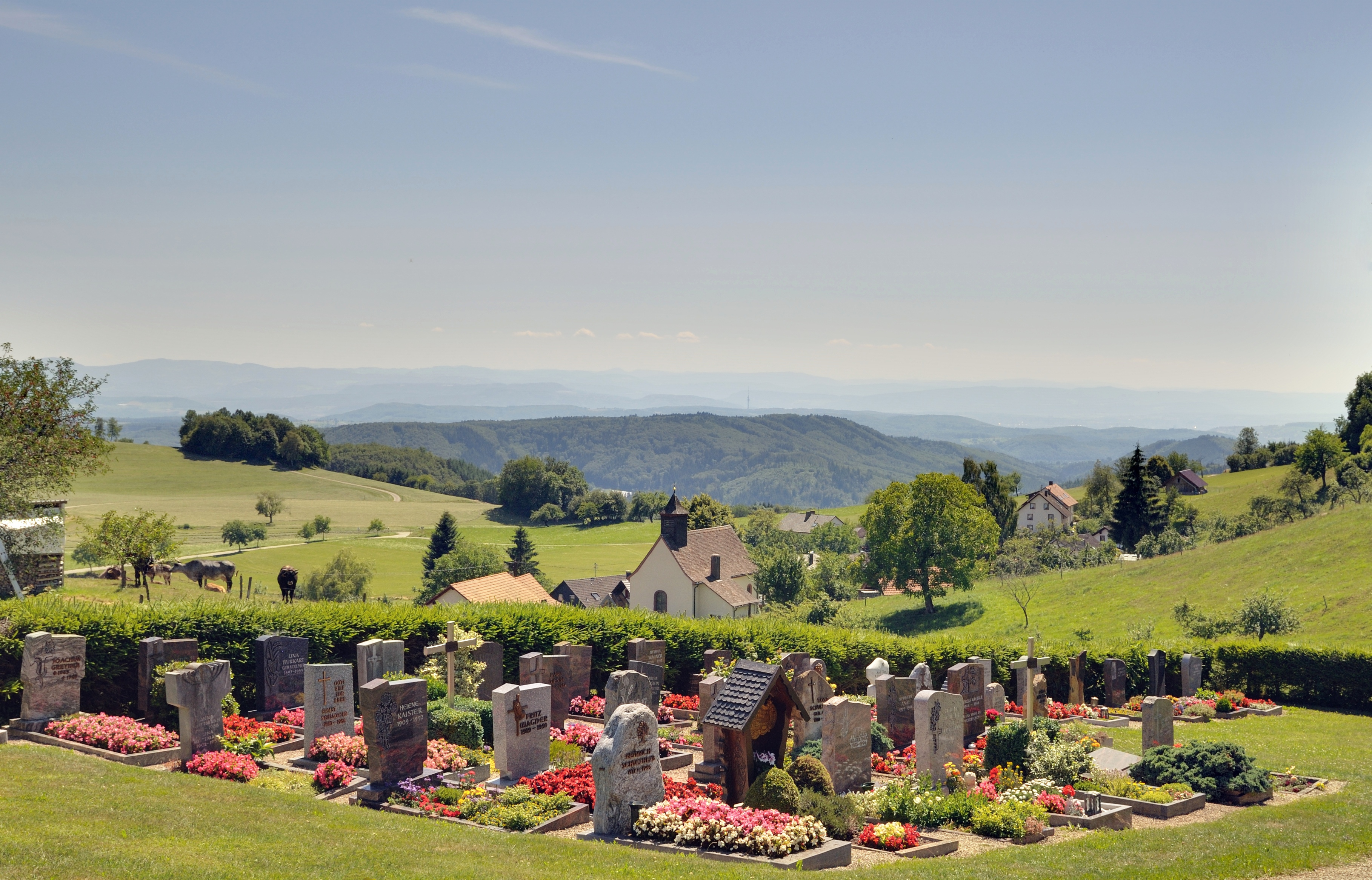
Blick vom Friedhof über den Ort
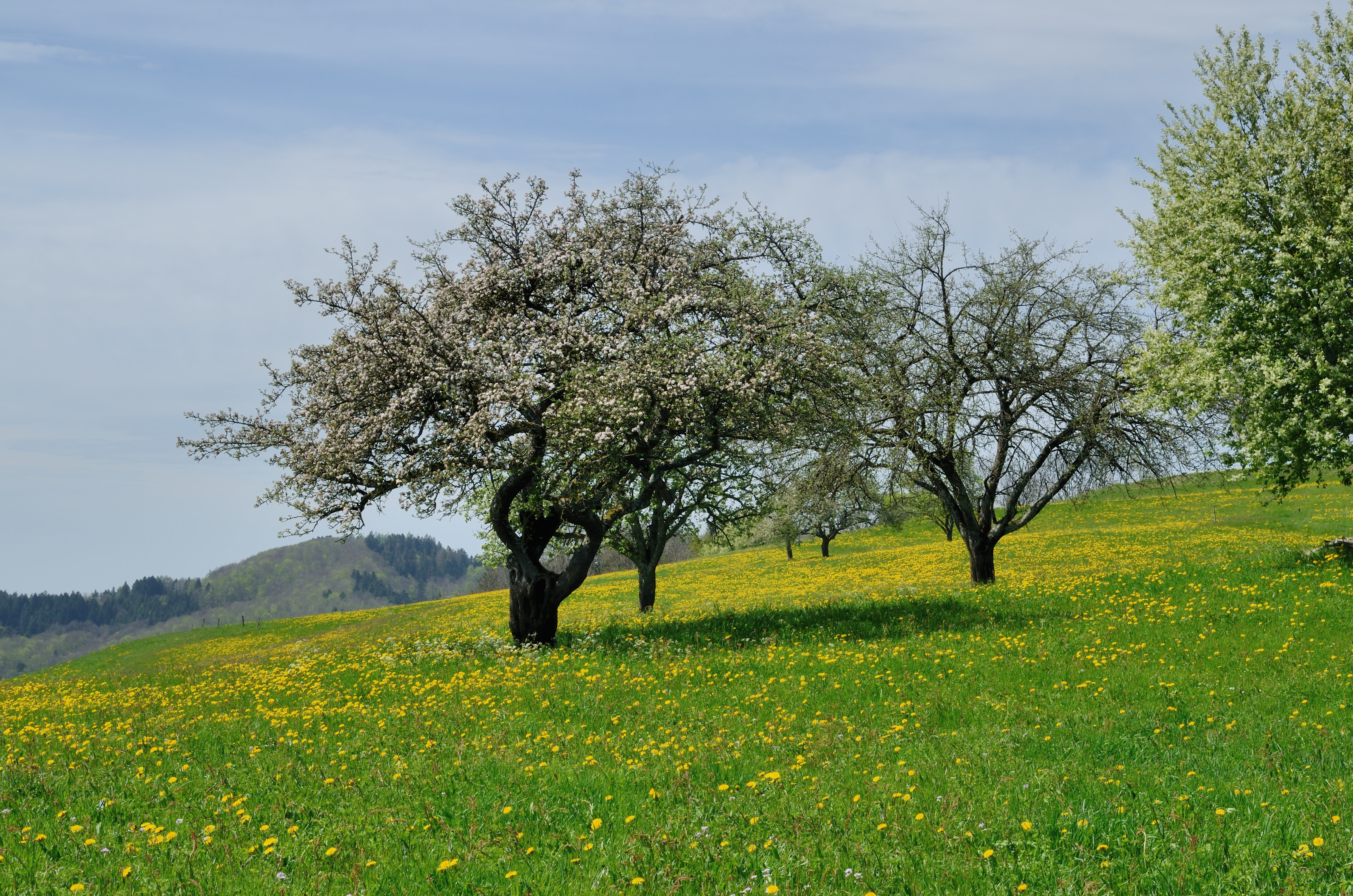
Obstbaumwiese
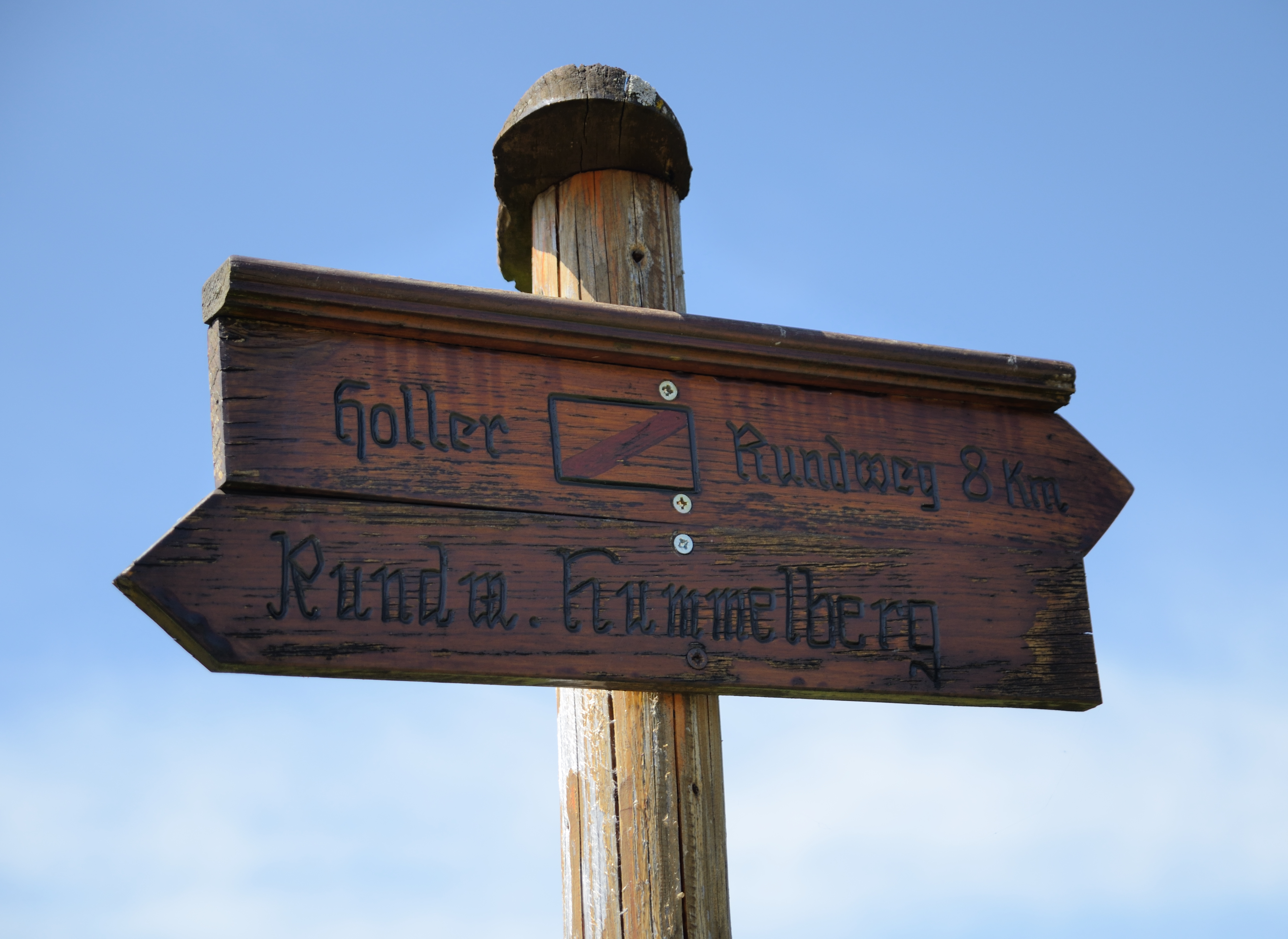
Wegweiser für Wanderwege
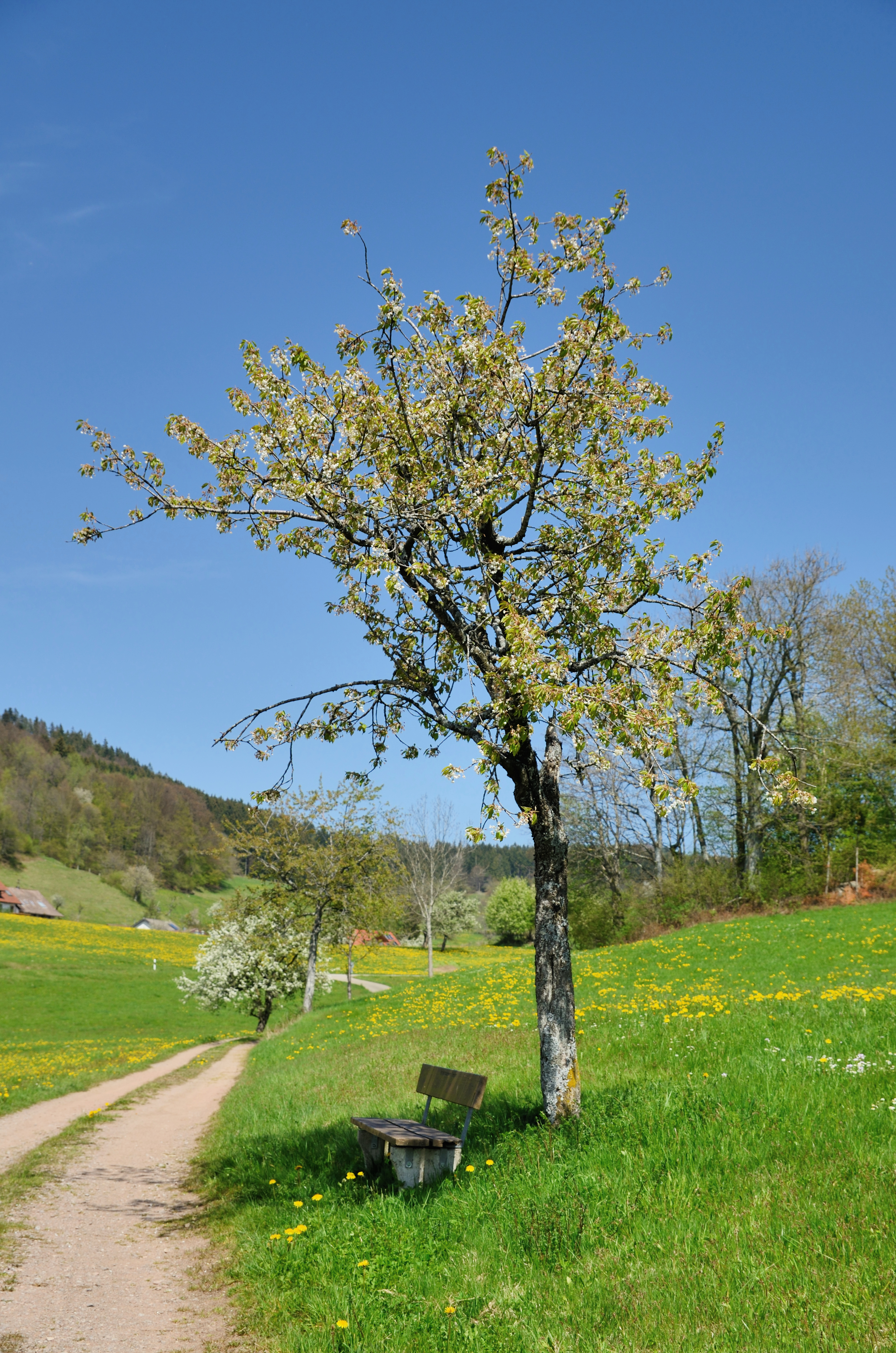
Feldweg

## Wirtschaft und Infrastruktur

### Wirtschaft
Gresgen ist traditionell von Land- und Forstwirtschaft geprägt. Im Gegensatz zu anderen umliegenden Teilorten, wo vor allem Dauergrünland zur Viehzucht bewirtschaftet wurde, spielten in Gresgen auch Dinkel und Roggen eine wichtige Rolle, sodass bis in die 1930er-Jahre der Ackerbau gegenüber der Viehwirtschaft überwog. Insbesondere in der zweiten Hälfte des 19. Jahrhunderts wuchs die Rinderhaltung stark an, der Bestand im Ort stieg von etwa 140 Stück Vieh im Jahr 1766/67 auf 277 im Jahr 1855 und 415 im Jahr 1913. 1855 gab es außerdem eine 333 Tiere große Schafherde, die Schafhaltung wurde später jedoch wieder aufgegeben und besteht nur noch im kleinen Umfang. 1987 wirtschafteten in Gresgen noch 40 Landwirte, der überwiegend große Teil davon jedoch im Nebenerwerb. Die landwirtschaftlich bewirtschaftete Fläche umfasste 1971 noch 235 Hektar und damit rund ein Drittel der Gemarkung.
Im Gegensatz zu anderen umliegenden Orten war der Landbesitz der Gemeinde Gresgen eher gering; dies rührt daher, dass die Bürger im 18. Jahrhundert durchgesetzt hatten, dass die Brachfelder nicht als Allmende, sondern als bäuerliches Eigentum genutzt werden sollten.
Neben der Landwirtschaft bot auch der umfangreiche Wald gute Einnahmequellen für Bürger und Gemeinde. Insbesondere das vom 17. bis zum 19. Jahrhundert bestehende Eisenwerk im benachbarten Hausen benötigte eine stetige Holzzufuhr, was dazu führte, dass 1688 der gemeindeeigene Wald vollständig abgeholzt wurde.
Einhergehend mit der Entwicklung der Landwirtschaft entstanden in Gresgen auch vereinzelte Handwerksbetriebe, die teilweise im Nebenerwerb mit der Landwirtschaft betrieben wurden und oft eng in Zusammenhang mit dieser standen. Im Gegensatz zu den Talorten wie Hausen, Zell und Atzenbach spielten Handwerk und Gewerbe jedoch immer eine untergeordnete Rolle.
Darüber hinaus ist Gresgen ein staatlich anerkannter Erholungsort, weswegen auch dem Gastgewerbe im Ort eine gewisse Bedeutung zukommt.

### Verkehr

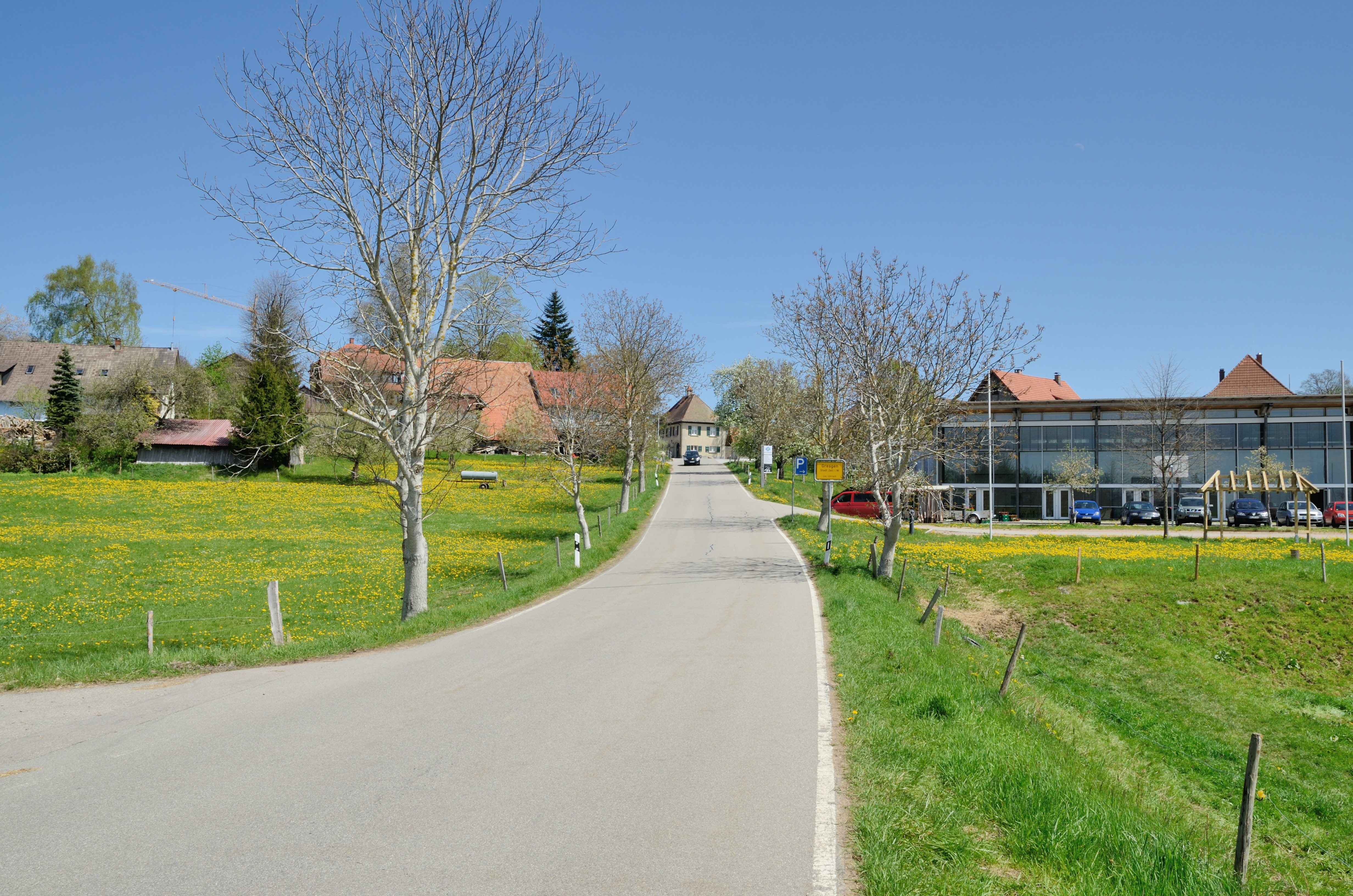
Blick auf den westlichen Ortseingang, rechts das Bürgerzentrum, im Hintergrund das alte Rathaus

Der Ort kann zum einen über die Landstraße 140 erreicht werden, die von der Stadt Zell über den Ortsteil Adelsberg nach Gresgen und von dort nach Tegernau führt. Damit bildet der Ort auch einen Passübergang zwischen dem Großen und dem Kleinen Wiesental. In Tegernau besteht Anschluss an die Landstraße 139, die durch das Kleine Wiesental führt. Daneben gibt es eine Straßenverbindung von Gresgen nach Hausen im Wiesental, die Anschluss an die Kreisstraße 6348 hat. In Hausen und Zell besteht außerdem eine Anbindung an die Bundesstraße 317. Die nächstgelegenen Bahnhöfe sind in Hausen-Raitbach und Zell, beide an der Wiesentalbahn gelegen. Beim ehemaligen Gresger Rathaus befindet sich außerdem eine Bushaltestelle.

### Schule
Eine Schule ist in Gresgen seit 1695 urkundlich erwähnt. Bis 1968 befand sie sich gegenüber dem Gresger Rathaus, ist inzwischen jedoch in einen moderneren Bau umgezogen, der 1996 erweitert wurde. Seit 1975 handelt es sich um eine Grundschule, die außer für Gresgen auch für den benachbarten Ortsteil Adelsberg und für den zu Adelsberg gehörenden Weiler Blauen zuständig ist. Weiterführende Schulen befinden sich in Zell (Haupt- und Realschule), Schopfheim (Theodor-Heuss-Gymnasium) und Schönau (Gymnasium Schönau).

## Persönlichkeiten
Fritz Eiche wurde 1902 in Gresgen geboren. Der Gewerkschaftssekretär gehörte für die KPD von 1947 bis 1951 dem Badischen Landtag an, bei den Bundestagswahlen 1949 und 1953 war er außerdem kommunistischer Direktkandidat für den damaligen Wahlkreis 185 (Lörrach).